# Paleá Kokkiniá
 (signalé en mai 2025).
Si vous disposez d'ouvrages ou d'articles de référence ou si vous connaissez des sites web de qualité traitant du thème abordé ici, merci de compléter l'article en donnant les références utiles à sa vérifiabilité et en les liant à la section « Notes et références ».
- Archive Wikiwix
- Bing
- Cairn
- DuckDuckGo
- E. Universalis
- Gallica
- Google
- G. Books
- G. News
- G. Scholar
- Persée
- Qwant
- (zh) Baidu
- (ru) Yandex
- (wd) trouver des œuvres sur Wikidata

Paleá Kokkiniá, en grec moderne : Παλαιά Κοκκινιά, est un quartier ouvrier historique situé au nord du Pirée en Grèce. À l'origine, des familles d'Asie Mineure s'y sont installées en 1922.
Historiquement, le quartier est directement lié au dème voisin de Níkea-Ágios Ioánnis Réntis. Aujourd'hui, les deux municipalités ne doivent pas être confondues, bien qu'elles partagent une histoire commune. 